# 参軍
参軍（さんぐん）は、古代中国の官職名である。将軍には将軍としての地位を保つための幕府が必要となるが、そのときにつき従っている軍府の僚属。参軍は参謀として軍事に参画する、すなわち、戦時に軍事的な献策をおこなう。
軍制は国や時代によって変化し、司馬・長史など戦役のたびに都度任命される場合もあれば、通常時も職位として置かれる場合もあった。例えば
三国時代の蜀では軍事に関わる者が、本職以外に兼務する職として都護・軍師・監軍・領軍・護軍・典軍・参軍などの職が置かれ、軍を指揮・統制した。これらの職にはさらに「中・前・左・右・後」など序列を示す冠詞が付くことがあるが、参軍には付与されることはない。軍全体に対する兼務職であり、重職の下に置かれる司馬や長史と重ねて兼務することもある。